# Marcin Hyła
Marcin Hyła — uznawany za pierwszego aktywistę rowerowego w Polsce, współzałożyciel i przez wiele lat prezes stowarzyszenia Miasta dla Rowerów, ogólnopolskiej sieci organizacji rowerowych, jeden z autorów zmian w prawodawstwie polskim dotyczącym jazdy na rowerze w ruchu drogowym, uznawany za eksperta w dziedzinie infrastruktury rowerowej i promocji zrównoważonego transportu, autor książek, publikacji i opracowań (w tym dla GDDKiA) związanych z transportem rowerowym.
Od 1992 r. związany z kształtowaniem polityki rowerowej miast, w którym to roku założył inicjatywę Kraków Miastem Rowerów. W 1995 współtworzył projekt Miasto dla Rowerów. Odpowiedzialny za tworzenie Gdańskiego Rowerowego Projektu Inwestycyjno – Promocyjnego finansowanego przez Global Environment Facility (GEF, 2002-2006). Autor między innymi standardów technicznych dla infrastruktury rowerowej Krakowa (2004, 2018) i wielu polskich miast, reformy przepisów ruchu drogowego w Polsce (2011-2015) czy aktualizacji Studium Podstawowych Tras Rowerowych Krakowa (2019). Doradzał zarządowi woj. małopolskiego przy tworzeniu projektu VeloMałopolska (2014). W latach 2005—2006 prowadził w TVP rowerowy program telewizyjny Niezła Jazda.

## Publikacje
- Polityka rowerowa polskich miast, Kraków 2023, ISBN 978-83-67231-42-8[1][7]
- Miasta dla rowerów. Nie dla samochodów, Kraków, 1996, ISBN 83-905050-0-2[1][8]